# 64. Infanterie-Division (Wehrmacht)
Die 64. Infanterie-Division war eine deutsche Infanteriedivision im Zweiten Weltkrieg. 

## Geschichte

### Aufstellung
Die Division wurde am 26. Juni 1944 auf dem Truppenübungsplatz Wahn (Köln) aufgestellt.

### Verlegung nach Frankreich
Am 13. August 1944 erfolgte die Verlegung um die Abwehr gegen die vorstoßenden britischen Kräfte im Raum Calais in Frankreich zu verstärken. 

### Vernichtung
Ende Oktober 1944 wurde die Division im deutschen Brückenkopf südlich der Schelde im belgisch-niederländischen Grenzgebiet im Raum um Terneuzen aufgerieben.